# Provinciaal steunpunt cultureel erfgoed
Een provinciaal steunpunt cultureel erfgoed is een onafhankelijk instituut voor cultureel erfgoed in een bepaalde provincie in Nederland. Het biedt gemeenten hulp bij het vormgeven van cultuurhistorisch beleid en de ruimtelijke inpassing hiervan. Ook ondersteunt het particulieren. Onder cultureel erfgoed vallen archeologische objecten, monumenten en cultuurlandschap. Nadat de Monumentenwet 1988 in werking was getreden kregen de gemeenten eigen verantwoordelijkheden en taken op het gebied van monumentenzorg in hun gemeente.
De steunpunten zijn soms geïntegreerd  met andere provinciale instanties, zoals de provinciale erfgoedinstelling.  Bij sommige erfgoedinstellingen maakt ook het werk van de Monumentenwacht deel uit van de taken, maar in de meeste gevallen functioneert de Monumentenwacht, die bouwkundige inspecties uitvoert en monumentenbeheerders onafhankelijke onderhoudsadviezen geeft, apart.

## Per provincie
De steunpunten in Nederland zijn of waren:
- Steunpunt Erfgoed Drenthe
- Nieuw Land Erfgoedcentrum (Flevoland)
- Steunpunt Monumentenzorg Fryslân
- Gelders Genootschap
- Libau Welstands- en monumentenzorg (Groningen)
- Steunpunt Archeologie en Monumentenzorg (Limburg)
- Monumentenhuis Brabant
- Steunpunt Monumenten en Archeologie Noord-Holland (Noord-Holland)
- Het Oversticht (Overijssel)
- Steunpunt Archeologie en Monumenten Utrecht
- Stichting Cultureel Erfgoed Zeeland
- Erfgoedhuis Zuid-Holland

Om vorm te geven aan het provinciaal beleid beschikken de provincies over verschillende middelen. Zo kunnen ze gebruik maken van zogenaamde cultuurhistorische waardenkaarten, waarop cultuurhistorisch belangrijke eenheden zijn aangegeven. Als onderbouwing van het beleid is er tevens een structuurvisie, gebaseerd op Wet ruimtelijke ordening In een provinciale verordening kunnen provincies regels vastleggen regels voor bestemmingsplan en provinciale monumenten kunnen worden aangewezen. Naast  een structuurvisie is er vaak ook een erfgoednota, waarvan naam, vorm en inhoud per provincie varieert.